# Alexandre Avinov
Alexandre Pavlovitch Avinov (en russe : Александр Павлович Авинов), né le 18 mars 1786 à Kassimova et mort le 30 septembre 1854 à Saint-Pétersbourg, est un amiral russe, gouverneur de Sébastopol (1841), qui prit part à la bataille de Trafalgar.

## Biographie
Issu d'une vieille famille de Boyards, son père, Paul Ivanovitch Avinov, un officier de cavalerie, décéda peu après la naissance d'Alexandre Pavlovitch Avinov. Il naquit dans le petit village de Kassimova dans la province de Riazan. Au décès de son père, il fut placé sous la protection de son oncle le vitse-admiral Nikolaï Skouratov.
En 1796, Alexandre Pavlovitch Avinov entra à l'École du Corps naval des cadets, il en sortit diplômé en 1801 avec le grade de garde marine (grade de la Marine impériale de Russie de 1716 à 1917). La même année, âgé de quatorze ans, il effectua trois expéditions navales dans la Flotte de la mer Baltique, il se rendit à Copenhague et à Lübeck. Avec Mikhaïl Lazarev et d'autres élèves brillants de l'École navale du Corps des cadets il fut envoyé en Angleterre afin d'étudier la navigation dans la Royal Navy.
Le 10 juin 1804, Alexandre Pavlovitch Avinov et Mikhaïl Lazarev intégrèrent l'escadre de l'amiral Horatio Nelson. Le 9 octobre 1805, sous le commandement de l'amiral anglais, les deux marins russes participèrent à la bataille de Trafalgar. Alexandre Pavlovitch Avinov fut capturé par les Espagnols et détenu plusieurs mois dans l'île de Majorque. En 1807, il fut de retour à Saint-Pétersbourg. De mai 1812 à septembre 1819, avec le grade de Lieutenant de marine, il servit à bord d'une frégate russe en mer du Nord au large des côtes anglaises et hollandaises. En février 1814, au cours des guerres napoléoniennes, il prit part à la bataille de Flessingue.
En 1817, Alexandre Pavlovitch Avinov fut décoré de l'Ordre de Saint-Georges (quatrième degré). En juin 1820, à bord du sloop Ouverture, il effectua un tour du monde. De Saint-Pétersbourg, il se rendit au Kamtchatka, puis en Alaska, navigua sur l'océan Arctique, sur l'océan Atlantique, l'océan Indien, il fit escale en Australie puis accosta à Petropavlovsk. Il passa deux fois le détroit de Béring. En 1821, il accompagna Nikolaï Vassiliev dans son voyage d'études sur la rive orientale de la mer de Béring et procéda à l'étude de l'île de Nunivak et de la côte nord de l'Amérique.
Le 2 août 1822 de retour à Kronstadt, il fut pensionné. Au grade de capitaine (deuxième rang), il commanda le Gangut en mer Baltique. Lors de la guerre russo-turque, il servit en Méditerranée, sous le commandement de l'amiral Login Geiden. Au grade de capitaine (premier rang), il participa à la bataille de Navarin le 20 octobre 1827. À l'issue de cette bataille, il fut décoré de l'Ordre de Saint-Vladimir (troisième degré), de l'Ordre du Bain et de l'Ordre de Saint-Louis. Il passa l'hiver 1828 à Malte puis retourna à Kronstadt.
En 1829, il fut nommé commandant du Pierre Ier, envoyé en Amérique afin d'étudier la construction navale il ne put exercer ce commandement. En 1830 Alexandre Pavlovitch Avinov incorpora la Flotte de la Mer Noire. Après la nomination de Mikhaïl Lazarev à la tête de la Flotte de la mer Noire, au grade de kontr-admiral, Alexandre Pavlovitch Avinov fut nommé chef d'état-major de cette même flotte. Du 6 décembre 1837 à 1849, il occupa le poste de commandant du port de Sébastopol. Pendant ce mandat, Alexandre Pavlovitch Avinov commença la construction de l'Amirauté, il apporta des modifications importantes au port et modernisa la Flotte de la mer Noire. En 1841, Nicolas Ier de Russie le nomma au poste de gouverneur militaire de Sébastopol. En 1845, il reçut l'Ordre de l'Aigle blanc.
En 1849, après la tragique noyade de son fils aîné Basile, la santé d'Alexandre Pavlovitch Avinov se dégrada, perdant la vue, il présenta sa démission. Le 3 août 1849, en raison de son état de santé, il fut admis au Conseil de l'Amirauté.
Le 2 octobre 1852, Alexandre Pavlovitch Avinov fut promu amiral de la Marine impériale de Russie.

### Décès et inhumation
Alexandre Pavlovitch décéda le 30 septembre 1854 à Saint-Pétersbourg, il fut inhumé au cimetière Novodievitchi à Saint-Petersbourg, son épouse, Élisabeth Maksimovna Avinovna fut inhumée à ses côtés en 1880.

## Distinctions
- 1817 : Ordre de Saint-Georges (quatrième classe)
- 1827 : Ordre de Saint-Vladimir (troisième classe)
- : Ordre de Saint-Vladimir (deuxième classe)
- : Ordre de Sainte-Anne (deuxième classe)
- : Ordre de Saint-Stanislas (premier classe)
- 1827 : Ordre du Bain
- 1827 :Ordre de Saint-Louis
- 1845 : Ordre de l'Aigle blanc